# Степановский сельский совет (Великобагачанский район)
Степановский сельский совет (укр. Степанівська сільська рада) — входит в состав
Великобагачанского района
Полтавской области
Украины.
Административный центр сельского совета находится в 
с. Степановка.

## История
- 1993 — дата образования.

## Населённые пункты совета
- с. Степановка
- с. Стефановщина

## Ликвидированные населённые пункты совета
- с. Саи